# Emil Hagelberg
Emil Alfons Hagelberg (Pyhtää (Finland), 25 augustus 1895 - Varloi (Sovjet-Unie), 12 augustus 1941) was een Finse moderne vijfkamper. Hij nam deel aan de Olympische Zomerspelen van 1920 en was de vlaggendrager van zijn land tijdens de openingsceremonie. Hij nam tevens deel aan de Olympische Zomerspelen van 1924. In 1941 sneuvelde hij in de Sovjet-Unie.

## Biografie
Emil Hagelberg was een van de Finse deelnemers aan de Olympische Zomerspelen van 1920 in Antwerpen, waar hij zevende zou worden in de moderne vijfkamp. Tijdens de openingsceremonie op 14 augustus 1920 was hij de vlaggendrager van Finland. Hij was daarmee een van de weinige vlaggendragers die niet uitkwamen in de atletiek. Vier jaar later nam hij opnieuw deel aan de olympische moderne vijfkamp op de Olympische Zomerspelen van 1924 in Parijs. Hij werd toen 25e.
In 1941 kwam Hagelberg om het leven in de Sovjet-Unie, waar hij militair actief was tijdens de Vervolgoorlog, een onderdeel van de Tweede Wereldoorlog.

### Olympische Zomerspelen
| Jaar | Plaats    | Discipline       | Resultaat |
| ---- | --------- | ---------------- | --------- |
| 1920 | Antwerpen | moderne vijfkamp | 7e        |
| 1924 | Parijs    | moderne vijfkamp | 25e       |